# Aitzaloa
Aitzaloa es una supercomputadora perteneciente a la Universidad Autónoma Metropolitana, ubicada en el campus Iztapalapa, en la Ciudad de México.

## Descripción
Aitzaloa, en funcionamiento desde el 30 de noviembre de 2008, forma parte del Laboratorio de Supercómputo y Visualización en Paralelo (LSVP) de la División de Ciencias Básicas e Ingeniería (DCBI) de la Universidad Autónoma Metropolitana Unidad Iztapalapa (UAM-I), en funciones desde finales del año 1993. El nombre Aitzaloa deriva de los vocablos del náhuatl, aitia ("donde se llevan a cabo varias tareas") y zalohua ("donde se aprende").
Esta supercomputadora fue puesta en funcionamiento en el marco de las celebraciones del 50 Aniversario de la Computación en México.

## Configuración
Aitzaloa está formada por 2160 núcleos de procesamiento (distribuidos en 540 procesadores Intel Xeon de cuatro núcleos), que tienen en conjunto una capacidad de 18,48 Tflops reales bajo la prueba de linpack. Cada núcleo de procesamiento posee 2 GB de memoria RAM, teniendo un total de 16GB de RAM por servidor. El cluster Aitzaloa tiene un total de 4320 GB de memoria RAM distribuida.
La UAM decide adquirir el equipo de nodos de procesamiento al proveedor LUFAC, siendo el costo del clúster de 12 millones de pesos, cifra 3 veces mayor al costo de Kan Balam de la UNAM, la única otra supercomputadora comparable en México.
El proceso completo de integración del cluster Aitzaloa desde el armado de cada rack hasta la implementación del sistema operativo y la puesta a punto, fue realizado por alumnos de la licenciatura en computación de la UAM campus Iztapalapa.